# Nhà sàn

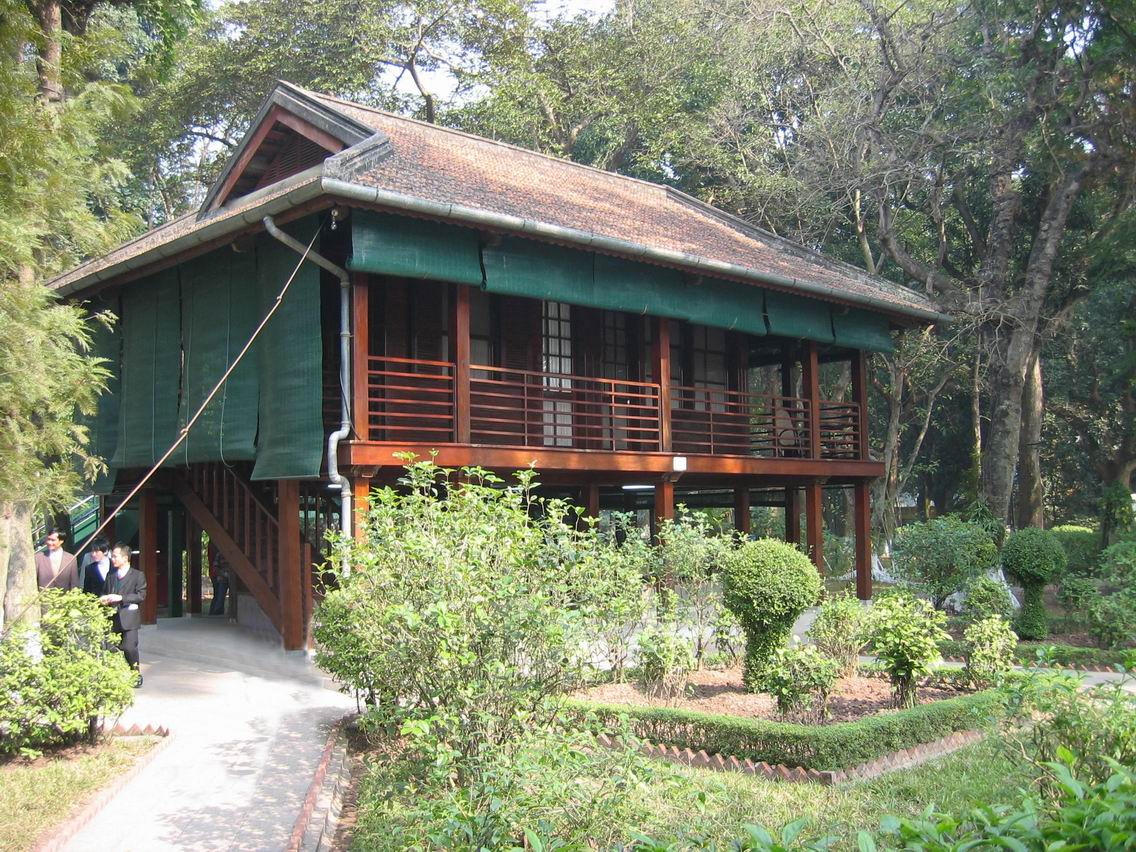
Nhà sàn trong Phủ Chủ tịch, nơi ở của Hồ Chí Minh

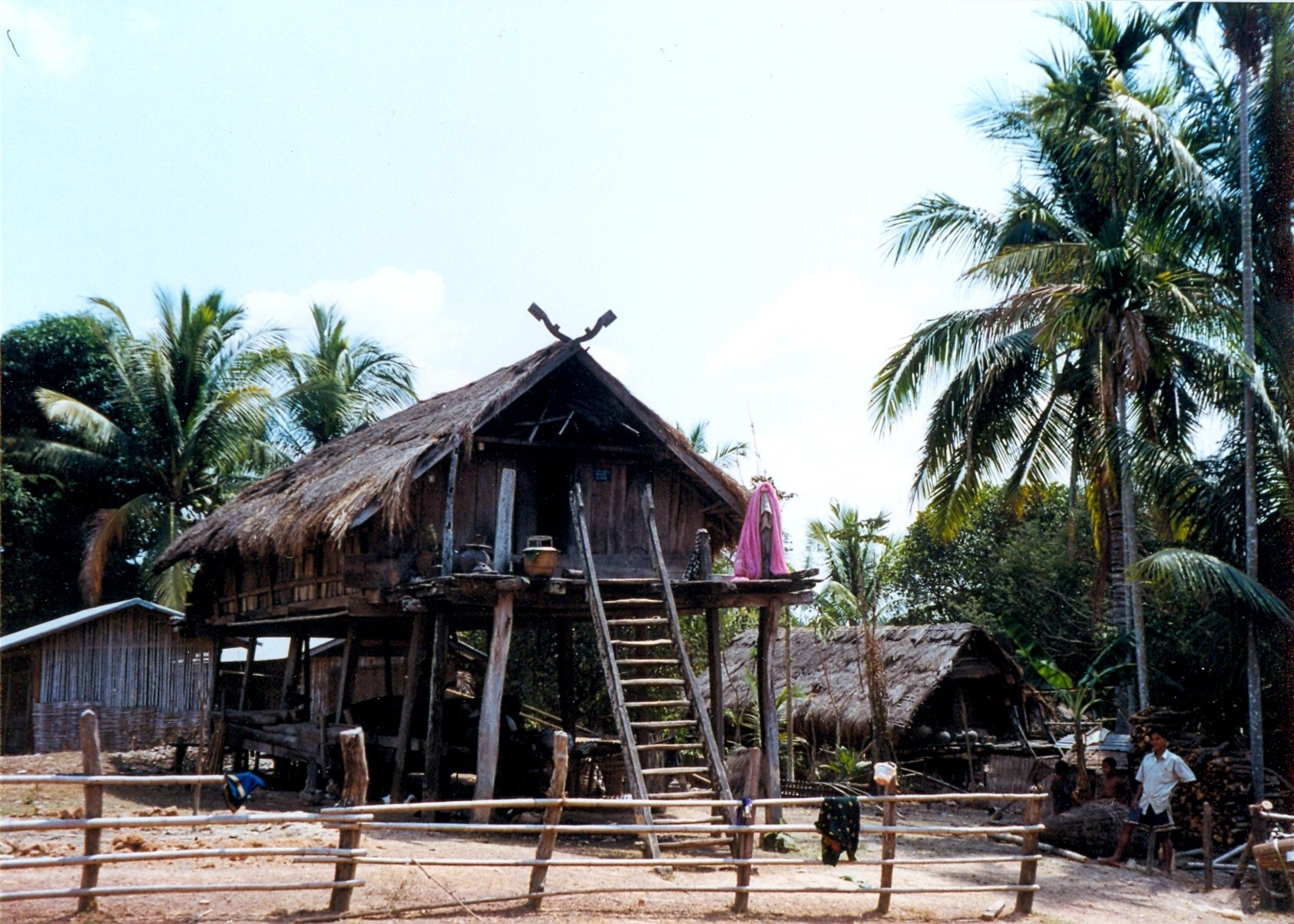
Nhà sàn tại tỉnh Attapu, miền nam Lào.

Nhà sàn là một kiểu nhà được dựng trên các cột phía trên mặt đất hay mặt nước.
Tại châu Âu, trong thời kỳ đồ đá mới và thời kỳ đồ đồng, nhà sàn khá phổ biến trong khu vực Alps. Chẳng hạn, các dấu tích được tìm thấy tại các hồ Mondsee và Attersee trong khu vực Thượng Austria. Các nhà khảo cổ học đầu tiên, như Ferdinand Keller cho rằng chúng tạo thành các đảo nhân tạo, giống như các Crannog tại Scotland, nhưng hiện nay người ta đã nhận thấy là phần lớn các khu định cư này đã từng nằm trên các bờ hồ và chỉ bị ngập về sau này. Việc tái tạo lại các nhà sàn này được trưng bày tại các viện bảo tàng ngoài trời ở Unteruhldingen và Zürich (Pfahlbauland). Một kiểu nhà sàn của khu vực Scandinavia, nhà sàn Alvastra, cũng đã được khai quật tại Thụy Điển.
Ngày nay, các kiểu nhà sàn còn khá phổ biến tại một số khu vực ở Đông Nam Á, Papua New Guinea và Tây Phi. Tại khu vực Alps, các kiến trúc tương tự, được biết đến như là các raccard, vẫn còn được sử dụng như là các kho thóc tại khu vực ven Alps của Thụy Sĩ, Pháp và Italia. Các kho thóc kiểu nhà sàn cũng là đặc trưng phổ biến tại Tây Phi, chẳng hạn trong các khu vực nói tiếng Malinke của Mali và Guinea.
Các nhà sàn cũng khá phổ biến tại Tây bán cầu, và dường như chúng là sự sáng tạo bản xứ của người châu Mỹ trong thời kỳ tiền-Colombo. Chúng đặc biệt phổ biến dọc theo bờ các thung lũng sông nhiệt đới của Nam Mỹ (palafito), đáng chú ý là các hệ thống sông Amazon và Orinoco. Các nhà sàn là đặc trưng thịnh hành dọc theo bờ hồ Maracaibo đến mức Amerigo Vespucci đã có cảm hứng để đặt tên khu vực này là "Venezuela" (Venizia nhỏ).

## Một số kiểu nhà sàn

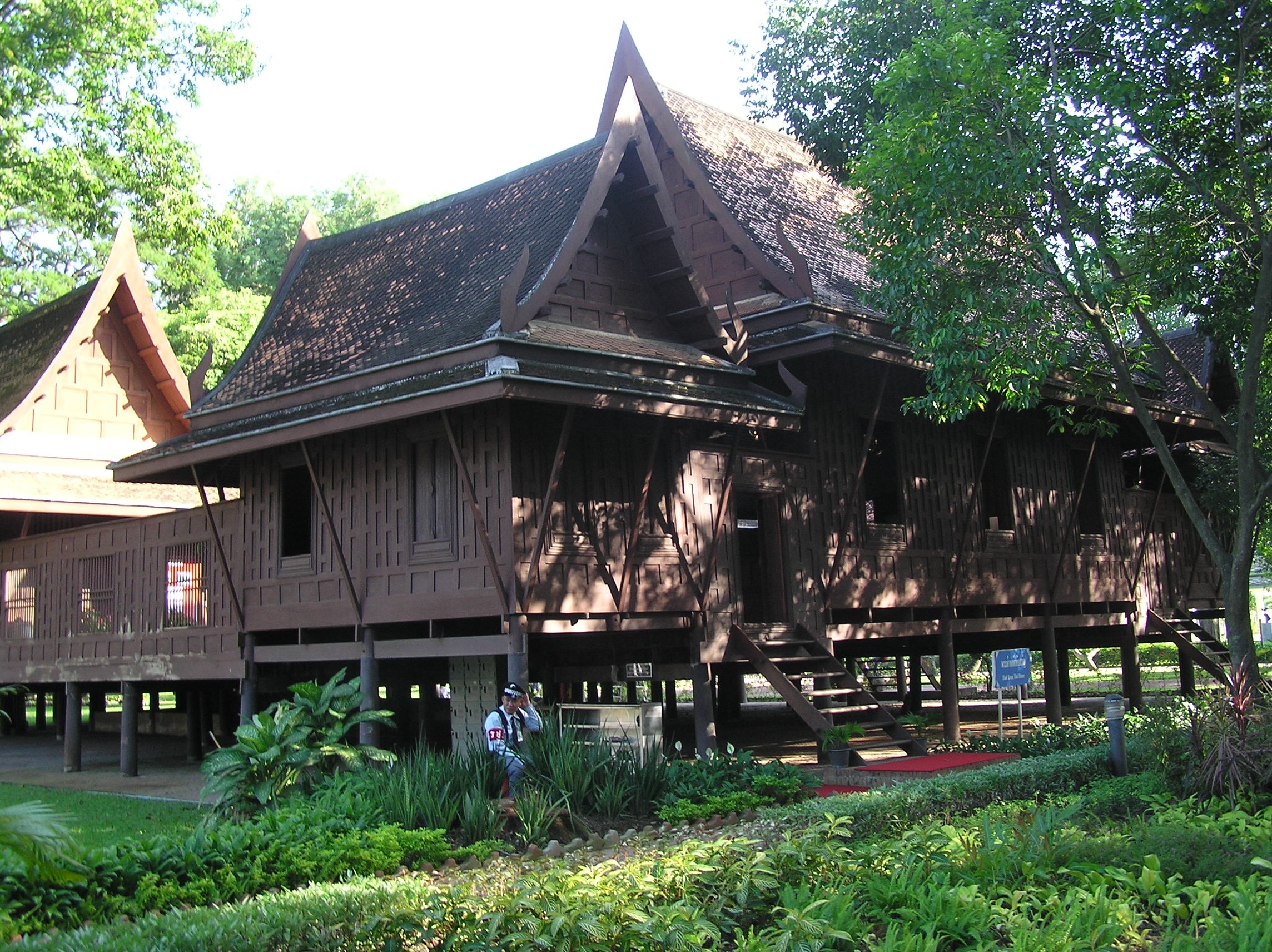
Dãy nhà sàn trong cung điện Sanam Chan, Nakhon Pathom

- Kelong – kiểu nhà làm bằng gỗ trên mặt nước, chủ yếu để câu cá, nhưng cũng được sử dụng tạm thời làm nơi ở xa bờ tại Malaysia, Indonesia và Singapore.
- Bằng ốc - một kiểu nhà ở đặc biệt trên mặt nước hay ven bờ tại Đại Áo, đảo Lạn Đầu, Hồng Kông, chủ yếu do những người đản gia (những người làm nghề chài lưới) xây dựng.
- Nhà sàn Papua New Guinea – một kiểu nhà sàn do người Motu xây dựng, nói chung được tìm thấy tại khu vực ven biển miền nam Papua New Guiea.
- Nhà sàn Thái Lan – một kiểu nhà sàn làm từ tre, sàn gỗ trên mặt đất hay mặt nước, chẳng hạn trên các ao sen.
- Nhà sàn Việt Nam – nói chung thịnh hành tại khu vực miền núi phía Bắc và Tây Nguyên, về cơ bản được xây dựng trên cao so với mặt đất.
- Palafito – kiểu nhà sàn của thổ dân Nam Mỹ, dựng trên mặt nước trong thời kỳ tiền-Colombo.

## Một vài hình ảnh về nhà sàn

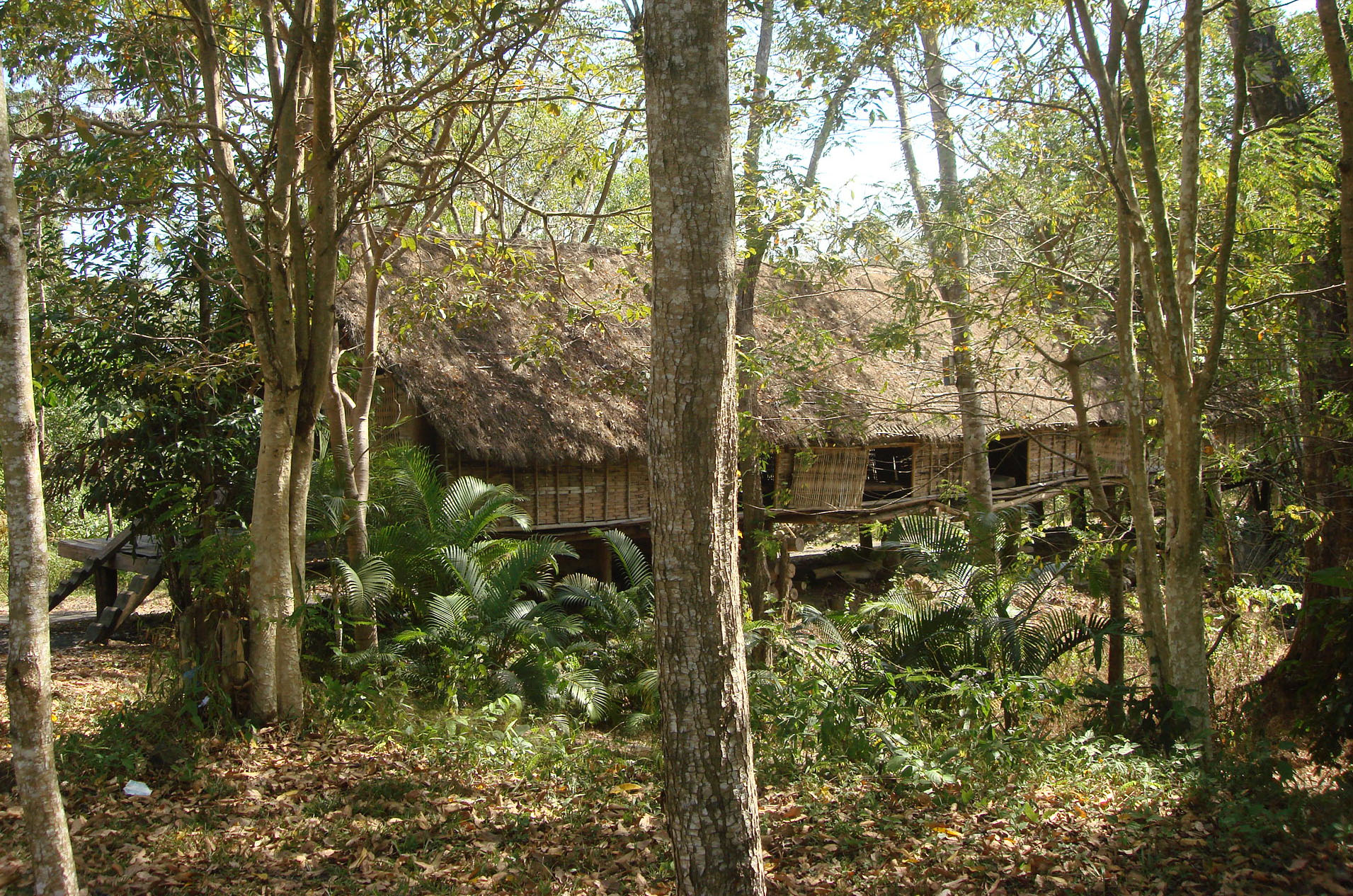
Nhà sàn của người Êđê ở Tây Nguyên
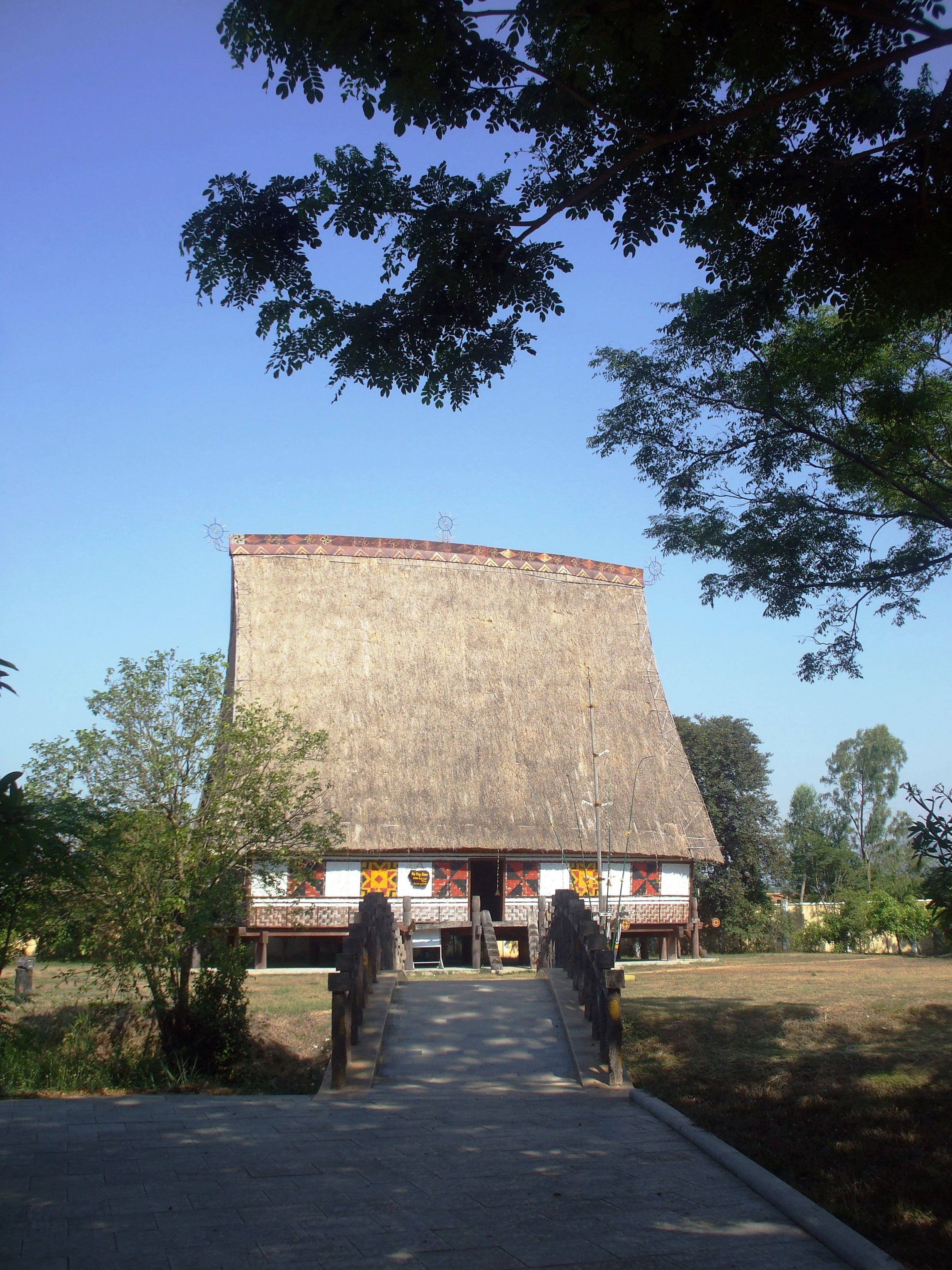
Nhà sàn của người Ba Na trong khuôn viên Bảo tàng Quang Trung (Bình Định).
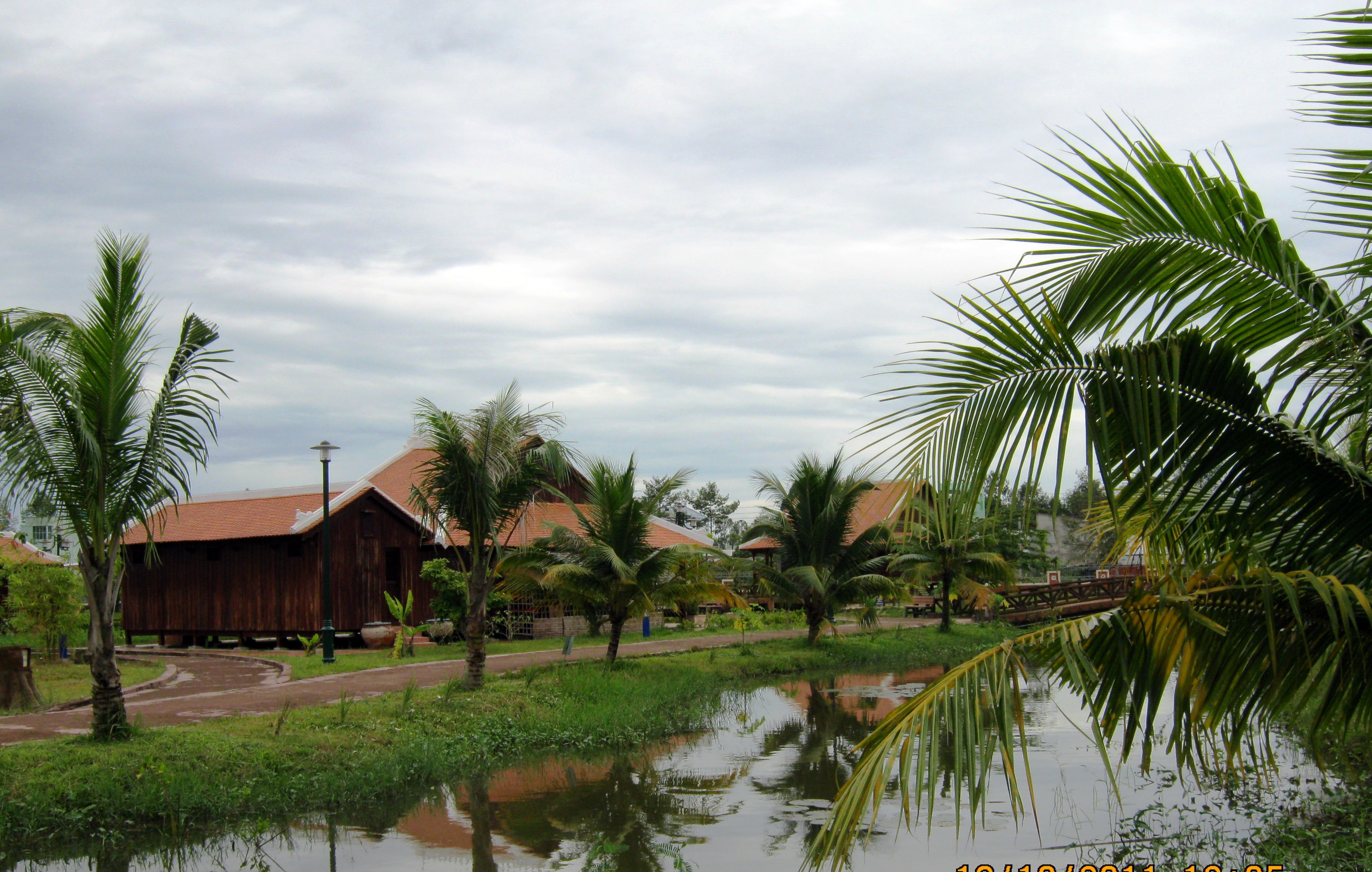
Nhà sàn (vách ván, lợp ngói) ở Nam Bộ.
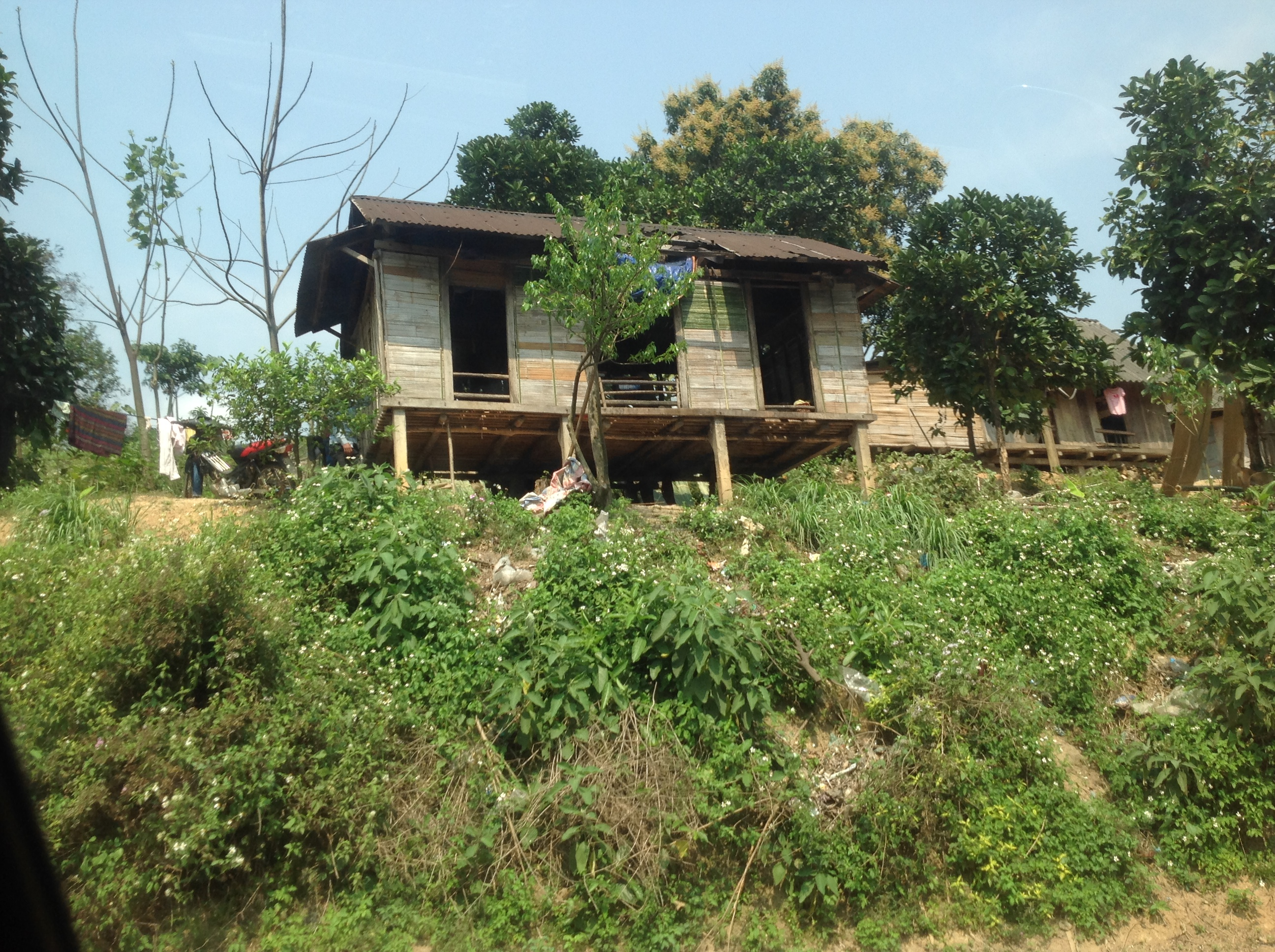
Nhà sàn của người Vân Kiều ở Hướng Hóa, Quảng Trị
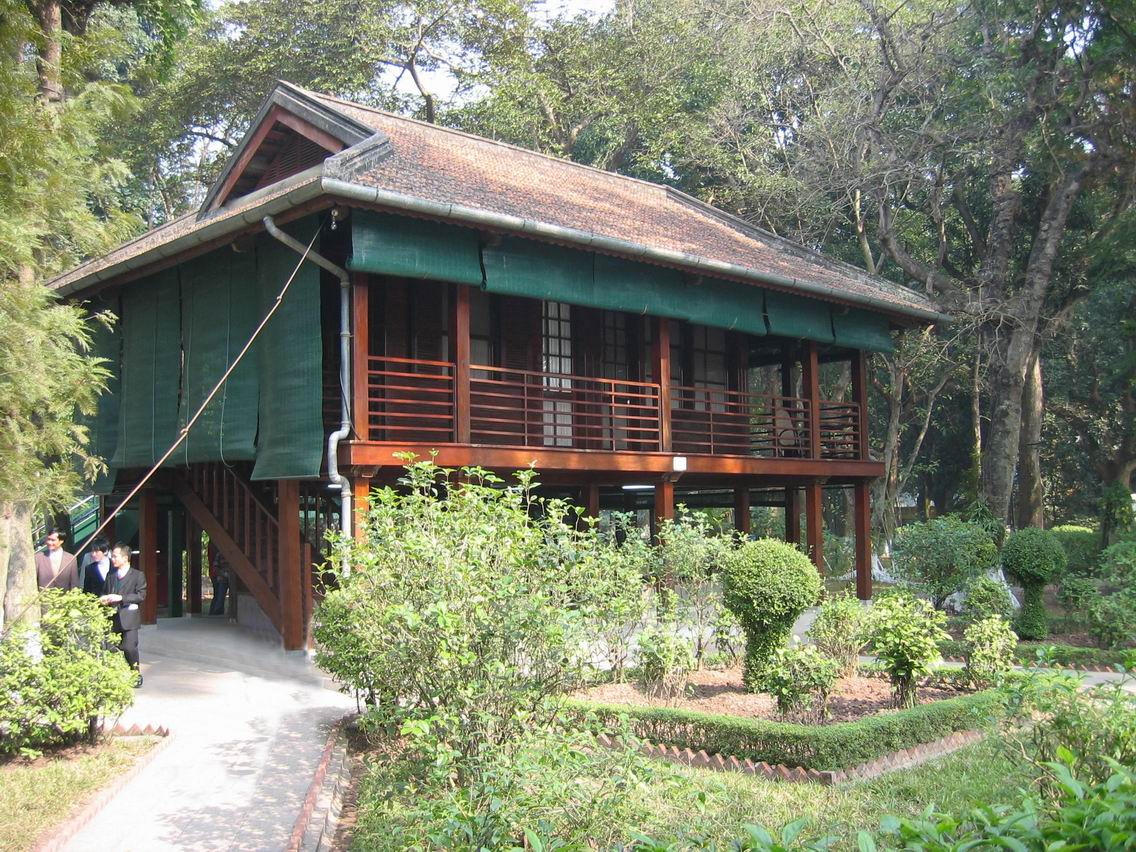
Nhà sàn Bác Hồ
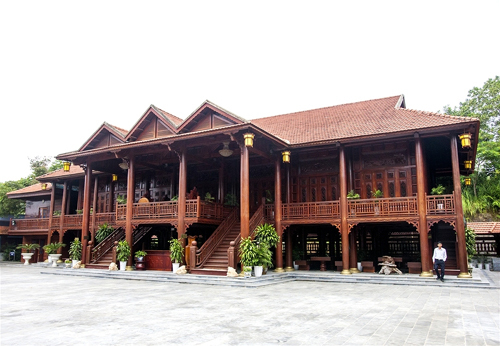
Nhà sàn lớn nhất Việt Nam.